# OLM, Inc.
OLM, Inc. (яп. 株式会社オー・エル・エム, Кабусікі-ґайся О: Еру Ему), раніше Oriental Light and Magic, — японська аніме-студія, заснована у червні 1995 року та розташована в токійському районі Сетаґая, серед яких культові франшизи Покемон, Inazuma Eleven GO, LBX — Битви маленьких гігантів та Бейблейд: Вибух.

## Заснування
OLM була заснована як Oriental Light and Magic, Inc. на 3 жовтня 1990 року, від Тосіакі Окуно, Сюкіті Канда, Сьодзі Ота, Куніхіко Юяма, Наохіто Такахасі, Юріко Тіба, Нобуюкі Васакі, Цукаса Коїтабаші, та Такая Мізутані, усі з яких раніше були афілійовані з Studio Gallop чи OB Planning. Їхня назва походить від американської студії спеціальних ефектів Industrial Light & Magic.
У 1995 році, OLM представницький директор Тосіакі Окуно заснована OLM Digital, яка стала основною компанією, що займається CG, що стоїть за більшістю робіт OLM. Тосіакі Окуно виступає як обидві компанії представницький директор.

## Структура студії
Схожий на Bandai Namco Filmworks та Bones, OLM поділяється на окремі виробничі лінії, які зазвичай називаються на честь Продюсер анімації провідний виробництво. Станом на 2023 рік, студія працює на шести окремих виробничих лініях.
| Поточні виробничі підрозділи OLM | Поточні виробничі підрозділи OLM              | Поточні виробничі підрозділи OLM |
| Назва команди                    | Провідний продюсер                            | Нотатки |
| -------------------------------- | --------------------------------------------- | --- |
| OLM TEAM INOUE                   | Такаші Іноуе (井上たかし, Іноуе Такаші)       | Заснована колишнім членом TEAM WASAKI. |
| OLM TEAM KATO                    | Хіроюкі Като (加藤浩幸, Като Хіроюкі)         | Заснована колишнім членом TEAM KAMEI. |
| OLM TEAM YOSHIOKA                | Дайсуке Йосіока (吉岡大輔, Йосіока Дайсуке)   | Заснована колишнім членом TEAM WASAKI. |
| OLM TEAM MASUDA                  | Кацухіто Масуда (増田克人, Масуда Кацухіто)   | Раніше продюсер в MAPPA. |
| OLM TEAM ABE                     | Ісаму Абе (阿部勇, Абе Ісаму)                 | Раніше продюсер в SynergySP. |
| OLM TEAM MIIKE                   | Місако Сака (坂美佐子, Сака Місако)           | Підрозділ з OLM Digital. Продюсує ігровий-фільм твори під керівництвом з Такасі Міїке. |
| Колишні виробничі підрозділи OLM |                                               | |
| OLM TEAM KOITABASHI              | Цукаса Коітабаші (小板橋司, Коітабаші Цукаса) | Раніше з Gallop. Одна з оригінальних виробничих одиниць. Остання зарахована робота був Pochitto Hatsumei: Pikachin-Kit. Через бездіяльність з 2020 року припускається, що ця команда розпалася.                               |
| OLM TEAM WASAKI                  | Нобуюкі Васакі (和崎伸之, Васакі Нобуюкі)     | Раніше з Gallop. Одна з оригінальних виробничих одиниць. Остання зарахована робота був Kamisama Minarai: Himitsu no Cocotama. Через бездіяльність з 2018 року припускається, що ця команда розпалася.                         |
| OLM TEAM OTA                     | Шодзі Ота (太田昌二, Охта Шоудзі)             | Раніше з OB Planning/Pastel. Одна з оригінальних виробничих одиниць. Розформований у 2008 році після виробництва з Let's Go! Tamagotchi.                                                                                      |
| OLM TEAM IGUCHI                  | Норіакі Ігучі (井口憲明, Ігучі Норіакі)       | Одна з оригінальних виробничих одиниць. Розформований у 2010 році після виробництва з Епізоду 2 з Покемон Діамант та Перлина: Переможці Ліги Сінно.                                                                           |
| OLM TEAM IWASA                   | Ґаку Іваса (岩佐岳, Іваса Ґаку)               | Розформований та спин офф у 2007 році, створення студії White Fox після виробництва з Utawarerumono. |
| OLM TEAM KOJIMA                  | Хіроакі Кодзіма (児島宏明, Кодзіма Хіроакі)   | Раніше продюсер в Diomedéa Розформований та спин офф у 2022 році, створення студії BUG FILMS після виробництва з Літня пора.                                                                                                  |
| OLM TEAM SAKURAI                 | Рьосуке Сакурай (櫻井涼介, Сакурай Рьосуке)   | Раніше продюсер в SynergySP. Розформований у 2019 році після виробництва з Zoids Wild. |
| OLM TEAM KAMEI                   | Ясутеру Камеї (亀井康輝, Камеї Ясутеру)       | Заснована колишнім членом TEAM KOITABASHI. Розформований у 2017 році після виробництва з 100% Pascal-sensei. |
| OLM TEAM GO                      | Ґо Савада (澤田剛, Савада Ґоу)                | Заснована колишнім членом TEAM KOITABASHI. Об'єднався в TEAM INOUE після виробництва з Cardfight!! Vanguard: Shinemon-hen. Залишився керівником виробництва для TEAM MASUDA.                                                  |
| OLM TEAM KAWAKITA                | Манабу Кавакіта (河北学, Кавакіта Манабу)     | Заснована колишнім членом TEAM INOUE. Частково об'єднано назад у TEAM INOUE після виробництва з Inazuma Eleven: Orion no Kokuin. Залишався на посаді менеджера з виробництва до 2022 року, коли він перейшов до AQUASTAR Inc. |
| OLM TEAM MIYAGAWA                | Кейсуке Міяґава (三宅川敬輔, Міяґава Кейсуке) | Колишній виробничий підрозділ ігровий-фільм. Розформований у 2015 році та поглинений в Fuji Creative Corporation (FCC). |

## Роботи

### Відеоігри
| Назва                | Дата | Аркада | Інші платформи | Альтернативна назва             |
| -------------------- | ---- | ------ | -------------- | ------------------------------- |
| Bubble Bobble Part 2 | 1993 | Ні     | Game Boy, NES  | Bubble Bobble Junior (Game Boy) |
| Sugoi Hebereke       | 1994 | Ні     | SNES           |                                 |

### Аніме-серіали
| Назва                                                                    | Початок показу    | Кінець показу     | Епізоди    | Примітки | Команда                                                            | Джерело |
| ------------------------------------------------------------------------ | ----------------- | ----------------- | ---------- | --- | ------------------------------------------------------------------ | ------- |
| Wedding Peach                                                            | 5 квітня 1995     | 27 березня 1996   | 51         | На основі манги Нао Ядзава. Спільно з KSS.                                                                                       | Team Ota                                                           | [ 4 ]   |
| Mojacko                                                                  | 3 жовтня 1995     | 31 березня 1997   | 74         | На основі манги дуету авторів Фудзіко Ф. Фудзіо.                                                                                 | Team Iguchi                                                        |         |
| Покемон                                                                  | 1 квітня 1997     | досі              | 1,234      | Тривалий японський дитячий аніме-серіал. Адаптовано від The Pokémon Company медіа-франшиза з однойменною назвою.                 | Team Ota (1997—2006) Team Iguchi (2006—2009) Team Kato (2010–досі) | [ 5 ]   |
| Берсерк                                                                  | 7 жовтня 1997     | 31 березня 1998   | 25         | На основі манги Кентаро Міури.                                                                                                   | Team Iguchi                                                        | [ 6 ]   |
| Adventures of Mini-Goddess                                               | 6 квітня 1998     | 29 березня 1999   | 48         | На основі манги Косуке Фудзісіма.                                                                                                | Team Koitabashi                                                    |         |
| To Heart                                                                 | 1 квітня 1999     | 24 червня 1999    | 13         | На основі манги Уке Така. | Team Wasaki                                                        |         |
| Steel Angel Kurumi                                                       | 5 жовтня 1999     | 4 квітня 2000     | 24         | На основі манги Kaishaku. | Team Wasaki                                                        |         |
| Comic Party                                                              | 2 квітня 2001     | 25 червня 2001    | 13+4 спец. | За мотивами відеогри про романтичні пригоди та симулятор побачень від Leaf.                                                      | Team Iguchi                                                        |         |
| Steel Angel Kurumi 2                                                     | 12 квітня 2001    | 28 червня 2001    | 12         | Альтернативна історія з аніме-серіалу Steel Angel Kurumi.                                                                        | Team Wasaki                                                        |         |
| Figure 17                                                                | 27 травня 2001    | 26 червня 2002    | 13         | Аніме-телевізійний серіал створений від Genco та OLM, Inc.                                                                       | Team Wasaki                                                        |         |
| Kasumin                                                                  | 13 жовтня 2001    | 1 жовтня 2003     | 78         | | Team Iwasa                                                         |         |
| Piano: The Melody of a Young Girl's Heart                                | 11 листопада 2002 | 13 січня 2003     | 10         | Аніме-серіал режисера Норіхіко Судо.                                                                                             | Team Iguchi                                                        |         |
| Croket!                                                                  | 7 квітня 2003     | 27 березня 2005   | 78         | Адаптація з манги від Манаву Кашимото.                                                                                           | Team Iguchi                                                        |         |
| Godannar                                                                 | 1 жовтня 2003     | 29 червня 2004    | 26         | Аніме-серіал від Ясучіка Нагаока. Спільно з AIC A.S.T.A.                                                                         |                                                                    |         |
| Omoikkiri Kagaku Adventure Sou Nanda!                                    | 5 жовтня 2003     | 28 березня 2004   | 26         | Аніме-серіал режисера Норіхіко Судо.                                                                                             | Team Iwasa                                                         |         |
| Monkey Turn                                                              | 10 січня 2004     | 26 червня 2004    | 25         | Адаптація з манги від Кацутоші Каваї.                                                                                            |                                                                    |         |
| Monkey Turn V                                                            | 3 липня 2004      | 18 грудня 2004    | 25         | Сіквел до Monkey Turn. |                                                                    |         |
| Agatha Christie's Great Detectives Poirot and Marple                     | 4 липня 2004      | 15 травня 2005    | 39         | Адаптація з кількох Агата Крісті історії про Еркюль Пуаро та Міс Марпл.                                                          | Team Iwasa                                                         |         |
| To Heart: Remember My Memories                                           | 2 жовтня 2004     | 25 грудня 2004    | 13         | Сіквел до To Heart. Спільно з AIC ASTA.                                                                                          |                                                                    |         |
| To Heart 2                                                               | 3 жовтня 2005     | 2 січня 2006      | 13         | За мотивами на Японської любовної візуальної новели розробленої від Leaf та опубліковано від Aquaplus. Стилізований як ToHeart2. | Team Iguchi                                                        |         |
| Guyver: The Bioboosted Armor                                             | 6 серпня 2005     | 18 лютого 2006    | 26         | На основі багаторічної серіал манги, Bio Booster Armor Guyver, від Йошікі Такая.                                                 | Team Wasaki                                                        |         |
| Utawarerumono                                                            | 3 квітня 2006     | 25 вересня 2006   | 26         | Заснований на дорослому тактично-рольовому візуальному романі від Leaf.                                                          | Team Iwasa                                                         |         |
| Makai Senki Disgaea                                                      | 4 квітня 2006     | 20 червня 2006    | 12         | За мотивами відеогри Disgaea: Hour of Darkness.                                                                                  | Team Iguchi                                                        |         |
| Ray the Animation                                                        | 6 квітня 2006     | 29 червня 2006    | 13         | За мотивами серіалу манга від Акіхіто Йосітомі.                                                                                  | Team Iguchi                                                        |         |
| Покемон. Хроніки                                                         | 3 червня 2006     | 25 листопада 2006 | 22         | Побічна історія з Покемон аніме телевізійний серіал.                                                                             |                                                                    |         |
| Super Robot Wars Original Generation: Divine Wars                        | 4 жовтня 2006     | 29 березня 2007   | 25+OVA     | Переказує події з Super Robot Taisen: Original Generation гра.                                                                   | Team Iwasa                                                         |         |
| Gift: Eternal Rainbow                                                    | 6 жовтня 2006     | 22 грудня 2006    | 12+OVA     | На основі дорослий візуальний роман розробленої від Moonstone.                                                                   | Team Iwasa                                                         |         |
| Deltora Quest                                                            | 6 січня 2007      | 29 березня 2008   | 65         | На основі Deltora Quest серія дитячих книжок від Австралійського автора Емілі Родда.                                             | Team Wasaki                                                        |         |
| Inazuma Eleven                                                           | 5 жовтня 2008     | 27 квітня 2011    | 127        | Адаптація з серіал манги від Тенья Ябуно. На основі серіал відеоігор створених від Level-5.                                      | Team Wasaki                                                        |         |
| Usaru-san                                                                | 3 жовтня 2009     | 10 жовтня 2009    | 4          | | Team Koitabashi                                                    |         |
| Тамагочі!                                                                | 12 жовтня 2009    | 3 вересня 2012    | 143        | На основі Тамагочі цифровий вихованець спільно створений від Bandai та WiZ.                                                      | Team Kamei                                                         |         |
| Little Battlers Experience                                               | 2 березня 2011    | 11 січня 2012     | 44         | За мотивами серіалу манга від Хідеакі Фудзі.                                                                                     | Team Inoue                                                         |         |
| Inazuma Eleven GO                                                        | 4 травня 2011     | 11 квітня 2012    | 47         | Адаптація з серіал манги від Тенья Ябуно. На основі серіал відеоігор створених від Level-5.                                      | Team Wasaki                                                        |         |
| Little Battlers Experience W                                             | 18 січня 2012     | 20 березня 2013   | 58         | Сиквел до Little Battlers Experience.                                                                                            | Team Inoue                                                         |         |
| Inazuma Eleven GO: Chrono Stone                                          | 18 квітня 2012    | 1 травня 2013     | 51         | Сиквел до Inazuma Eleven GO. | Team Wasaki                                                        |         |
| Тамагочі! Юме Кіра Дрім                                                  | 10 вересня 2012   | 29 серпня 2013    | 49         | Сиквел до Тамагочі!. | Team Kamei                                                         |         |
| Little Battlers Experience Wars                                          | 3 квітня 2013     | 25 грудня 2013    | 37         | Сиквел до Little Battlers Experience W.                                                                                          | Team Inoue                                                         |         |
| Inazuma Eleven GO: Galaxy                                                | 8 травня 2013     | 19 березня 2014   | 43         | Сиквел до Inazuma Eleven GO: Chrono Stone.                                                                                       | Team Koitabashi                                                    |         |
| Пакмен та пригоди привидів                                               | 15 червня 2013    | 25 квітня 2015    | 52         | Оригінальний 3DCG серія заснована на серіал відеоігор створено від Bandai Namco Entertainment.                                   | Digital Sprite                                                     |         |
| Тамагочі! Диво Друзі                                                     | 5 вересня 2013    | 27 березня 2014   | 29         | Сиквел до Тамагочі! Юме Кіра Дрім.                                                                                               | Team Wasaki                                                        |         |
| Future Card Buddyfight                                                   | 4 січня 2014      | 4 квітня 2015     | 64         | За мотивами колекційної карткової гри створеної від Bushiroad. Спільно з Xebec.                                                  |                                                                    |         |
| Йо-Кай Вотч                                                              | 8 січня 2014      | 30 березня 2018   | 214        | За мотивами на рольових відеоігор від Level-5.                                                                                   | Team Inoue                                                         |         |
| ГО-ГО Тамагочі!                                                          | 3 квітня 2014     | 26 березня 2015   | 50         | Сиквел до Тамагочі! Диво Друзі.                                                                                                  | Team Wasaki                                                        |         |
| Dragon Collection                                                        | 7 квітня 2014     | 23 березня 2015   | 51         | Адаптація з серіал манги від Мунеюкі Канесіро на основі соціальній мережі та аркадних іграх з колекційними картками від Konami.  |                                                                    |         |
| Monster Retsuden Oreca Battle                                            | 7 квітня 2014     | 30 березня 2015   | 51         | Адаптація з манги від Сатоші Ямаура на основі аркадної гри з колекційними картками від Konami. Спільно з Xebec.                  |                                                                    |         |
| Omakase! Miracle Cat-dan                                                 | 31 березня 2015   | 23 лютого 2016    | 32         | |                                                                    |         |
| Future Card Buddyfight 100                                               | 11 квітня 2015    | 26 березня 2016   | 50         | Сиквел до Future Card Buddyfight. Спільно з Xebec.                                                                               |                                                                    |         |
| Pikaia!                                                                  | 29 квітня 2015    | 30 серпня 2015    | 13         | Спільно з Production I.G. |                                                                    |         |
| Kamisama Minarai: Himitsu no Cocotama                                    | 1 жовтня 2015     | 30 серпня 2018    | 139        | За мотивами іграшок Cocotama House Series Створено від Bandai                                                                    | Team Wasaki (1 сезон) Team Yoshioka (2 сезон)                      |         |
| Future Card Buddyfight Triple D                                          | 1 квітня 2016     | 24 березня 2017   | 51         | Сиквел до Future Card Buddyfight 100. Спільно з Xebec.                                                                           |                                                                    |         |
| Age 12: A Little Heart-Pounding                                          | 4 квітня 2016     | 19 грудня 2016    | 24         | Адаптація з серіал манги від Нао Майта.                                                                                          | Team Sakurai                                                       |         |
| Бейблейд: Вибух                                                          | 4 квітня 2016     | 27 березня 2017   | 51         | Адаптація з манги від Хіро Моріта.                                                                                               | Team Abe                                                           |         |
| Cardfight!! Vanguard G NEXT                                              | 2 жовтня 2016     | 1 жовтня 2017     | 52         | За мотивами гри в колекційні карти створеної від Bushiroad. Сиквел до Cardfight!! Vanguard G Stride Gate. Спільно з Xebec.       | Team Koitabashi                                                    | [ 4 ]   |
| Pikaia!!                                                                 | 26 лютого 2017    | 27 травня 2017    | 13         | Сиквел до Pikaia! Спільно з Production I.G                                                                                       |                                                                    |         |
| Future Card Buddyfight X                                                 | 1 квітня 2017     | 31 березня 2018   | 52         | Сиквел до Future Card Buddyfight Triple D. Спільно з Xebec.                                                                      |                                                                    |         |
| Idol × Warrior Miracle Tunes!                                            | 2 квітня 2017     | 25 березня 2018   | 51         | Ігровий-фільм. | Team Miike                                                         |         |
| Бейблейд: Вибух. Еволюція                                                | 3 квітня 2017     | 26 березня 2018   | 51         | Адаптація з манги від Хіро Моріта та сиквел до Бейблейд: Вибух.                                                                  | Team Abe                                                           |         |
| Snack World                                                              | 13 квітня 2017    | 19 квітня 2018    | 50         | 3DCG адаптація з відеогри до Level 5.                                                                                            | OLM Digital                                                        |         |
| 100% Pascal-sensei                                                       | 15 квітня 2017    | 16 грудня 2017    | 36         | Адаптація з манги від Юдзі Наґаї.                                                                                                | Team Kamei                                                         |         |
| PriPri Chi-chan!!                                                        | 15 квітня 2017    | 16 грудня 2017    | 36         | Адаптація з манги від Хірому Сінозука.                                                                                           | Team Sakurai                                                       |         |
| Atom: The Beginning                                                      | 15 квітня 2017    | 8 липня 2017      | 12         | Адаптація з манги від Тецуро Касахара поряд із Макото Тезука та Масамі Юкі. Спільно з Production I.G та Signal.MD                | Team Koitabashi                                                    |         |
| Tomica Hyper Rescue Drive Head Kidō Kyūkyū Keisatsu                      | 15 квітня 2017    | 23 грудня 2017    | 37         | На основі лінійки іграшок Tomica створеної від Tomy. Спільно з Xebec.                                                            |                                                                    |         |
| Cardfight!! Vanguard G: Z                                                | 8 жовтня 2017     | 1 квітня 2018     | 24         | За мотивами гри в колекційні карти створеної від Bushiroad. Сиквел до Cardfight!! Vanguard G NEXT. Спільно з Bridge.             | Team Koitabashi                                                    | [ 4 ]   |
| Shinkansen Henkei Robo Shinkalion The Animation                          | 6 січня 2018      | 29 червня 2019    | 76         | На основі лінії іграшок створеної від Tomy.                                                                                      | Team Ota                                                           |         |
| Pochitto Hatsumei: Pikachin-Kit                                          | 6 січня 2018      | 28 березня 2020   | 115        | Спільно з Shin-Ei Animation. | Team Koitabashi                                                    |         |
| Magic × Warrior Magimajo Pures!                                          | 1 квітня 2018     | 24 березня 2019   | 51         | Ігровий-фільм. | Team Miike                                                         |         |
| Бейблейд: Вибух. Турбо                                                   | 2 квітня 2018     | 25 березня 2019   | 51         | Адаптація з манги від Хіро Моріта та сиквел до Бейблейд: Вибух. Еволюція.                                                        | Team Abe                                                           |         |
| Inazuma Eleven: Ares                                                     | 6 квітня 2018     | 28 вересня 2018   | 26         | Альтернативне сиквел до Inazuma Eleven. Based on the game by Level-5.                                                            | Team Kawakita                                                      |         |
| Future Card Buddyfight X All Star Fight                                  | 7 квітня 2018     | 26 травня 2018    | 8          | Сиквел до Future Card Buddyfight X. Спільно з Xebec.                                                                             |                                                                    |         |
| Major 2nd                                                                | 7 квітня 2018     | 7 листопада 2020  | 50         | Сиквел до Major. | Team Kojima                                                        |         |
| Yo-kai Watch Shadowside                                                  | 13 квітня 2018    | 29 березня 2019   | 49         | За мотивами на рольових відеоігор від Level-5.                                                                                   | Team Inoue                                                         |         |
| Cardfight!! Vanguard (2018)                                              | 5 травня 2018     | 4 травня 2019     | 52         | За мотивами гри в колекційні карти створеної від Bushiroad. Перезапуск з оригінальної серіал. Спільно з Bridge.                  | Team Go                                                            | [ 4 ]   |
| Future Card Buddyfight Ace                                               | June 2, 2018      | March 30, 2019    | 43         | Сиквел до Future Card Buddyfight X: All Star Fight. Спільно з Xebec.                                                             |                                                                    |         |
| Zoids Wild                                                               | 7 липня 2018      | 29 червня 2019    | 50         | На основі іграшкової лінії Zoids.                                                                                                | Team Sakurai                                                       |         |
| Kira Kira Happy Hirake! Cocotama                                         | 6 вересня 2018    | 26 вересня 2019   | 55         | Сиквел до Kamisama Minarai: Himitsu no Cocotama.                                                                                 | Team Yoshioka                                                      |         |
| Inazuma Eleven: Orion no Kokuin                                          | 5 жовтня 2018     | 27 вересня 2019   | 49         | Сіквел до Inazuma Eleven: Ares.                                                                                                  | Team Kawakita                                                      |         |
| Йо-Кай Вотч!                                                             | 5 квітня 2019     | 20 грудня 2019    | 36         | Відродження з оригінального серіалу. Спільно з Magic Bus.                                                                        | Team Inoue                                                         |         |
| Kedama no Gonjirō                                                        | 6 квітня 2019     | 28 березня 2020   | 52         | Спільно з Wit Studio. |                                                                    |         |
| Mix                                                                      | 6 квітня 2019     | 28 вересня 2019   | 24         | Адаптація з манги від Міцуру Адачі.                                                                                              | Team Kojima                                                        |         |
| Secret × Heroine Phantomirage!                                           | 7 квітня 2019     | 28 червня 2020    | 64         | Ігровий-фільм. | Team Miike                                                         |         |
| Cardfight!! Vanguard: High School Arc Cont.                              | 11 травня 2019    | 10 серпня 2019    | 14         | За мотивами гри в колекційні карти створеної від Bushiroad. Сіквел до Cardfight!! Vanguard (2018).                               | Team Go                                                            |         |
| Cardfight!! Vanguard: Shinemon-hen                                       | 24 серпня 2019    | 28 березня 2020   | 31         | За мотивами гри в колекційні карти створеної від Bushiroad. Приквел до Cardfight!! Vanguard (2018).                              | Team Go Team Abe (епізоди 21-31)                                   |         |
| Zoids Wild Zero                                                          | 4 жовтня 2019     | 16 жовтня 2020    | 50         | Приквел до Zoids Wild. | Team Masuda                                                        |         |
| Yo-kai Watch Jam: Yo-kai Academy Y: Encounter with N                     | 27 грудня 2019    | 2 квітня 2021     | 64         | За мотивами на рольових відеоігор від Level-5.                                                                                   | Team Inoue                                                         |         |
| Bungo and Alchemist: Gears of Judgement                                  | 3 квітня 2020     | 7 серпня 2020     | 13         | На основі відеогри створеної від DMM Games.                                                                                      | Team Kojima                                                        | [ 7 ]   |
| Tomica Bond Combination Earth Granner                                    | 5 квітня 2020     | 28 березня 2021   | 51         | На основі лінійки іграшок Tomica створеної від Tomy.                                                                             | Team Inoue                                                         |         |
| GaruGaku: Saint Girls Square Academy                                     | 6 квітня 2020     | 29 березня 2021   | 50         | Спільно з Wit Studio. | Team Kato                                                          |         |
| Cardfight!! Vanguard Gaiden if                                           | 30 травня 2020    | 30 листопада 2020 | 25         | За мотивами гри в колекційні карти створеної від Bushiroad. Альтернативний Всесвіт до Cardfight!! Vanguard (2018).               | Team Abe                                                           |         |
| King's Raid: Successors of the Will                                      | 3 жовтня 2020     | 27 березня 2021   | 26         | Заснований на Південнокорейській відеогрі створеній від Vespa. Спільно з Sunrise Beyond.                                         |                                                                    | [ 8 ]   |
| Mazica Party                                                             | 4 квітня 2021     | 27 березня 2022   | 51         | За мотивами гри в колекційні картки створеної від Tomy.                                                                          | Team Inoue                                                         | [ 9 ]   |
| Odd Taxi                                                                 | 6 квітня 2021     | 29 червня 2021    | 13         | Оригінальна робота. Спільно з P.I.C.S.                                                                                           | Team Yoshioka                                                      | [ 10 ]  |
| Shinkansen Henkei Robo Shinkalion Z                                      | 9 квітня 2021     | 18 березня 2022   | 41         | Сіквел до Shinkansen Henkei Robo Shinkalion.                                                                                     | Team Abe                                                           |         |
| Yo-kai Watch Music Note                                                  | 9 квітня 2021     | 31 березня 2023   | 98         | Відродження з оригінального серіалу.                                                                                             | Team Inoue                                                         | [ 11 ]  |
| Megaton Musashi                                                          | 1 жовтня 2021     | 24 грудня 2021    | 13         | На основі відеогри створеної від Level-5.                                                                                        | Team Inoue                                                         | [ 12 ]  |
| Restaurant to Another World 2                                            | 2 жовтня 2021     | 18 грудня 2021    | 12         | Сіквел до Restaurant to Another World.                                                                                           | Team Yoshioka                                                      | [ 13 ]  |
| Komi Can't Communicate                                                   | 7 жовтня 2021     | 23 грудня 2021    | 12         | Адаптація з серіал манги від Томохіто Ода.                                                                                       | Team Kojima                                                        | [ 14 ]  |
| Ninjala                                                                  | 8 січня 2022      | TBA               | TBA        | За мотивами відеогри створеної від GungHo Online Entertainment.                                                                  | Team Inoue                                                         | [ 15 ]  |
| GaruGaku II: Lucky Stars                                                 | 10 січня 2022     | 18 березня 2022   | 50         | Сіквел до GaruGaku: Saint Girls Square Academy.                                                                                  | Team Kato                                                          | [ 16 ]  |
| Life with an Ordinary Guy Who Reincarnated into a Total Fantasy Knockout | 12 січня 2022     | 30 березня 2022   | 12         | Адаптація з серіал манги написана від Ю Цурусакі.                                                                                | Team Yoshioka                                                      | [ 17 ]  |
| Love All Play                                                            | 2 квітня 2022     | 24 вересня 2022   | 24         | Адаптація з роману написана від Асамі Косекі. Спільно з Nippon Animation.                                                        | Team Yoshioka                                                      | [ 18 ]  |
| Komi Can't Communicate 2                                                 | 7 квітня 2022     | 23 червня 2022    | 12         | Сіквел до Komi Can't Communicate.                                                                                                | Team Kojima                                                        | [ 19 ]  |
| Літня пора                                                               | 15 квітня 2022    | 30 вересня 2022   | 25         | Адаптація з серіал манги написана від Ясукі Танака.                                                                              | Team Kojima                                                        | [ 20 ]  |
| PuniRunes                                                                | 2 жовтня 2022     | 26 березня 2023   | 25         | На основі лінії іграшок створених від Takara Tomy.                                                                               | OLM Digital                                                        | [ 21 ]  |
| Megaton Musashi 2                                                        | 7 жовтня 2022     | 17 березня 2023   | 15         | Сіквел до Megaton Musashi. | Team Inoue                                                         | [ 22 ]  |
| Don't Toy with Me, Miss Nagatoro 2nd Attack                              | 8 січня 2023      | 26 березня 2023   | 12         | Сіквел до Don't Toy with Me, Miss Nagatoro від Telecom Animation Film.                                                           | Team Inoue                                                         | [ 23 ]  |
| Mix 2                                                                    | 1 квітня 2023     | 23 вересня 2023   | 24         | Сіквел до Mix. | Team Masuda                                                        | [ 24 ]  |
| Go! Go! Vehicle Zoo                                                      | 2 квітня 2023     | TBA               | TBA        | На основі ліній іграшок створених від Takara Tomy. Спільно з Signal.MD.                                                          |                                                                    | [ 25 ]  |
| The Most Heretical Last Boss Queen                                       | 7 липня 2023      | 22 вересня 2023   | 12         | Адаптація з серіал легких романів написана від Тенічі.                                                                           | Team Yoshioka                                                      | [ 26 ]  |
| Dark Gathering                                                           | 10 липня 2023     | TBA               | TBA        | Адаптація з серіал манги написана від Кенічі Кондо.                                                                              | Team Masuda                                                        | [ 27 ]  |
| Бейблейд X                                                               | 6 жовтня 2023     | TBA               | TBA        | Адаптація з манги від Хікару Муно, Хомура Кавамото та Посука Демізу.                                                             | Team Masuda                                                        | [ 28 ]  |
| The Faraway Paladin: The Lord of Rust Mountain                           | 7 жовтня 2023     | TBA               | TBA        | Сіквел до The Faraway Paladin від Children's Playground Entertainment. Спільно з Sunrise Beyond.                                 |                                                                    | [ 29 ]  |
| The Apothecary Diaries                                                   | 22 жовтня 2023    | TBA               | TBA        | Адаптація з серіал легких романів написана від Нацу Хьюга. Спільно з Toho Animation Studio.                                      |                                                                    | [ 30 ]  |
| Pon no Michi                                                             | 6 січня 2024      | TBA               | TBA        | Оригінальна робота. | Team Inoue                                                         | [ 31 ]  |
| Delusional Monthly Magazine                                              | 11 січня 2024     | TBA               | TBA        | Оригінальна робота. | Team Yoshioka                                                      | [ 32 ]  |
| Oi! Tonbo                                                                | Q2 2024           | TBA               | TBA        | Адаптація з манги від Кен Кавасакі та Ю Фурусава. Спільно з SMDE.                                                                | Team Inoue                                                         | [ 33 ]  |
| Let's Play                                                               | TBA               | TBA               | TBA        | Адаптація з вебкоміксу від Leeanne M. Krecic.                                                                                    | TBA                                                                | [ 34 ]  |

### Фільми
| Назва                                                                                         | Дата випуску      | Примітки | Команда                    | Джерело |
| --------------------------------------------------------------------------------------------- | ----------------- | --- | -------------------------- | ------- |
| Покемон: Перший фільм                                                                         | 18 липня 1998     | Перший анімаційний фільм і перший фільм в цілому з франшизи Покемон.                                                           | Team Koitabashi            |         |
| Покемон: Фільм 2000                                                                           | 17 липня 1999     | Другий анімаційний фільм з франшизи Покемон.                                                                                   | Team Koitabashi            |         |
| Покемон 3: Фільм                                                                              | 8 липня 2000      | Третій анімаційний фільм з франшизи Покемон.                                                                                   | Team Koitabashi            |         |
| Селебі — голос лісу                                                                           | 7 липня 2001      | Четвертий анімаційний фільм з франшизи Покемон.                                                                                | Team Koitabashi            |         |
| Покемон Герої: Латіас і Латіос                                                                | 13 липня 2002     | П'ятий анімаційний фільм з франшизи Покемон.                                                                                   | Team Koitabashi            |         |
| Покемон: Джірачі – Виконувач бажань                                                           | 19 липня 2003     | Шостий анімаційний фільм з франшизи Покемон.                                                                                   | Team Koitabashi            |         |
| Покемон: Доля Деоксіса                                                                        | 17 липня 2004     | Сьомий анімаційний фільм з франшизи Покемон.                                                                                   | Team Koitabashi            |         |
| Blade of the Phantom Master                                                                   | 4 грудня 2004     | Адаптація серіал манга-манхва від Юн Ін-ван та Ян Кюнг-іль. Спільно з Character Plan.                                          |                            |         |
| Покемон: Лукаріо i таємниця Мью                                                               | 17 липня 2005     | Восьмий анімаційний фільм з франшизи Покемон.                                                                                  | Team Koitabashi            |         |
| Покемон: Рейнджер i Храм моря                                                                 | 15 липня 2006     | Дев'ятий анімаційний фільм з франшизи Покемон.                                                                                 | Team Koitabashi Digital    |         |
| Gekijōban Dōbutsu no Mori                                                                     | 16 грудня 2006    | На основі Animal Crossing серія відеоігор.                                                                                     |                            |         |
| Покемон: Схід Даркрая                                                                         | 14 липня 2007     | Десятий анімаційний фільм з франшизи Покемон.                                                                                  | Team Koitabashi Digital    |         |
| Тамагочі: Фільм                                                                               | 15 грудня 2007    | Перший повнометражний фільм Тамагочі.                                                                                          |                            |         |
| Покемон: Гіратіна і Небесний воїн                                                             | 19 липня 2008     | 11-й анімаційний фільм з франшизи Покемон.                                                                                     | Team Koitabashi Digital    |         |
| Тамагочі: Найщасливіша історія у Всесвіті!                                                    | 20 грудня 2008    | Другий повнометражний фільм Тамагочі.                                                                                          |                            |         |
| Покемон: Аркеус i Камінь життя                                                                | 18 липня 2009     | 12-й анімаційний фільм з франшизи Покемон.                                                                                     | Team Koitabashi Digital    |         |
| Професор Лейтон і Вічна Діва                                                                  | 19 грудня 2009    | На основі Professor Layton серія відеоігор від Level-5. Спільно з P.A.Works.                                                   |                            |         |
| Покемон: Повелитель ілюзій Зороарк                                                            | 10 липня 2010     | 13-й анімаційний фільм з франшизи Покемон.                                                                                     | Team Koitabashi Digital    |         |
| Inazuma Eleven: Saikyō Gundan Ōga Shūrai                                                      | 23 грудня 2010    | За мотивами манги та аніме-серіалу Inazuma Eleven.                                                                             | Team Koitabashi            |         |
| Покемон. Фільм: Чорне—Віктіні і Решірам та Біле—Віктіні i Зекром                              | 16 липня 2011     | 14-й анімаційний фільм з франшизи Покемон. Спільно з Production I.G та Xebec.                                                  | Team Koitabashi Digital    |         |
| Inazuma Eleven GO: Kyūkyoku no Kizuna Gurifon                                                 | 23 грудня 2011    | За мотивами манги та аніме-серіалу Inazuma Eleven GO.                                                                          | Team Koitabashi Digital    |         |
| Покемон. Фільм: Курем проти Меча Справедливості                                               | 14 липня 2012     | 15-й анімаційний фільм з франшизи Покемон.                                                                                     | Team Koitabashi Digital    |         |
| Inazuma Eleven GO vs. Danbōru Senki W                                                         | 1 грудня 2012     | Перехресний аніме фільм з Inazuma Eleven GO та Little Battlers Experience W.                                                   | Team Koitabashi Team Inoue |         |
| Eiga Hana Kappa Hana-sake! Pakkaan Chō no Kuni no Daibōken                                    | 12 квітня 2013    | Спільно з Xebec. |                            |         |
| Покемон. Фільм: Дженесект і відроджена легенда                                                | 13 липня 2013     | 16-й анімаційний фільм з франшизи Покемон.                                                                                     | Team Koitabashi Digital    |         |
| Покемон: Походження                                                                           | 2 жовтня 2013     | Телевізійний фільм, спільно з Production I.G та Xebec.                                                                         |                            |         |
| Покемон. Фільм: Діансі i Кокон Руйнування                                                     | 19 липня 2014     | 17-й анімаційний фільм з франшизи Покемон.                                                                                     | Team Kamei Digital         |         |
| Йо-кай вотч: Фільм                                                                            | 20 грудня 2014    | Перший фільм з франшизи Йо-Кай Вотч.                                                                                           | Team Inoue                 |         |
| Покемон. Фільм: Хуппа i вікове протистояння                                                   | 18 липня 2015     | 18-й анімаційний фільм з франшизи Покемон.                                                                                     | Team Kamei Digital         |         |
| Yo-kai Watch The Movie 2: King Enma and the 5 Stories, Nyan!                                  | 19 грудня 2015    | 2-й фільм з франшизи Йо-кай вотч.                                                                                              | Team Koitabashi Team Inoue |         |
| Покемон. Фільм: Волканіон i механічне чудо                                                    | 16 липня 2016     | 19-й анімаційний фільм з франшизи Покемон.                                                                                     | Team Kamei Digital         |         |
| Жив був кіт                                                                                   | 6 серпня 2016     | За мотивами на дитячого роману.                                                                                                | Digital Sprite             |         |
| Cyborg 009: Call of Justice                                                                   | 25 листопада 2016 | За мотивами манги від Шотаро Ішіноморі. Спільно з Signal.MD.                                                                   | Digital                    |         |
| Yo-kai Watch The Movie 3: Soratobu Kujira to Double no Sekai no Daibōken da Nyan!             | 17 грудня 2016    | 3-й фільм з франшизи Йо-кай вотч. Ігровий-фільм/анімація.                                                                      | Team Inoue Team Miike      |         |
| Eiga Kamisama Minarai: Himitsu no Cocotama: Kiseki o Okose ♪ Tepuru to Doki Doki Cocotama Kai | 28 квітня 2017    | Перший аніме фільм з Kamisama Minarai: Himitsu no Cocotama.                                                                    | Team Yoshioka              |         |
| Покемон. Фільм: Я обираю тебе!                                                                | 15 липня 2017     | 20-й анімаційний фільм з франшизи Покемон. Ремейк епізоду аніме телевізійного з 1997 року, «Покемон, Я обираю тебе!».          | Team Kato Digital          |         |
| Yo-kai Watch Shadowside: Oni-ō no Fukkatsu                                                    | 16 грудня 2017    | 4-й фільм з франшизи Йо-кай вотч.                                                                                              | Team Inoue                 |         |
| Laplace's Witch                                                                               | 4 травня 2018     | За мотивами роману від Кейго Хіґашіно.                                                                                         | Team Miike                 |         |
| Покемон. Фільм: Сила нас                                                                      | 13 липня 2018     | 21-й анімаційний фільм з франшизи Покемон. Спільно з Wit Studio.                                                               | Team Kato Digital          |         |
| Eiga Drive Head: Tomica Hyper Rescue Kidō Kyūkyū Keisatsu                                     | 24 серпня 2018    | 1-й фільм з франшизи Tomica Hyper Rescue.                                                                                      |                            |         |
| Yo-kai Watch: Forever Friends                                                                 | 14 грудня 2018    | 5-й фільм з франшизи Йо-кай вотч.                                                                                              | Team Inoue                 |         |
| Перше кохання                                                                                 | 17 травня 2019    | Ігровий-фільм | Team Miike                 |         |
| Покемон: М'юту завдає удару у відповідь: Еволюція                                             | 12 липня 2019     | 22-й анімаційний фільм з франшизи Покемон. CGI ремейк з Покемон: Перший фільм, також відомий як М'юту завдає удару у відповідь | Digital Sprite             |         |
| NiNoKuni                                                                                      | 23 серпня 2019    | На основі Ni no Kuni серія відеоігор від Level-5.                                                                              | Team Kato                  | [ 35 ]  |
| Yo-kai Watch Jam: Yo-kai Academy Y: Can a Cat Become A Hero?                                  | 13 грудня 2019    | 6-й фільм з франшизи Йо-кай вотч.                                                                                              | Team Inoue                 | [ 36 ]  |
| Shinkansen Henkei Robo Shinkalion the Movie: Mirai Kara Kita Shinsoku no ALFA-X               | 27 грудня 2019    | 1-й фільм з франшизи Shinkalion.                                                                                               |                            | [ 37 ]  |
| Покемон. Фільм: Секрети джунглів                                                              | 25 грудня 2020    | 23-й анімаційний фільм з франшизи Покемон.                                                                                     | Team Kato Digital          | [ 38 ]  |
| Yo-kai Watch the Movie: How Nate and I Met, Nyan!                                             | 17 листопада 2021 | 7-й фільм з франшизи Йо-кай вотч.                                                                                              | Team Inoue                 |         |
| Жінка-кішка: Полювання                                                                        | 8 лютого 2022     | Відразу-на-відео фільму за мотивами Жінка-кішка.                                                                               | Team Inoue                 |         |
| Odd Taxi: In the Woods                                                                        | 1 квітня 2022     | На основі Odd Taxi аніме серіал. Спільно з P.I.C.S.                                                                            | Team Yoshioka              | [ 39 ]  |
| Yo-kai Watch the Movie: Jibanyan vs. Komasan — The Big Amazing Battle, Nyan!                  | 13 січня 2023     | 8-й фільм з франшизи Йо-кай вотч.                                                                                              | Team Inoue                 | [ 40 ]  |

### Original video/net animations
| Назва                                               | Дата початку випуску | Дата завершення випуску | Епізоди | Примітки | Команда         | Джерело |
| --------------------------------------------------- | -------------------- | ----------------------- | ------- | --- | --------------- | ------- |
| Gunsmith Cats                                       | 1 листопада 1995     | 1 вересня 1996          | 3       | Адаптація з сейнен манга серіал від Кенічі Сонода.                                                                   | Team Koitabashi |         |
| Power Dolls                                         | 1 березня 1996       | 1 березня 1998          | 2       | | Team Koitabashi |         |
| Wedding Peach DX                                    | 24 грудня 1996       | 25 липня 1997           | 4       | | Team Ota        |         |
| Queen Emeraldas                                     | 5 червня 1998        | 7 жовтня 1998           | 2       | Аніме OVA яке продовжує франшизу Харлок створено від Лейдзі Мацумото. OLM анімував лише перші два епізоди з серіалу. |                 |         |
| High School Aurabuster                              | 5 лютого 1999        | 22 вересня 1999         | 3       | |                 |         |
| Steel Angel Kurumi Encore                           | 7 січня 2000         | 1 березня 2000          | 4       | Чотири додаткові новели з Steel Angels.                                                                              |                 |         |
| Steel Angel Kurumi Zero                             | 18 квітня 2001       | 20 червня 2001          | 3       | Побічна історія з Steel Angel Kurumi аніме серіал.                                                                   |                 |         |
| Early Reins                                         | 14 лютого 2003       | 14 лютого 2003          | 1       | |                 |         |
| Покемон: Натхненник міраж Покемон                   | 29 квітня 2006       | 29 квітня 2006          | 1       | 10-й ювілейний спеціальний випуск серіал з Покемон.                                                                  |                 |         |
| Gift: Eternal Rainbow                               | 29 квітня 2007       | 29 квітня 2007          | 1       | | Team Iwasa      |         |
| Конг: Король мавп                                   | 15 квітня 2016       | 4 травня 2018           | 23      | |                 |         |
| Покемон: Покоління                                  | 16 вересня 2016      | 23 грудня 2016          | 18      | |                 |         |
| Tomica Hyper Rescue Drive Head Kidō Kyūkyū Keisatsu | 15 квітня 2017       | 23 грудня 2017          | 37      | |                 |         |
| Бейблейд Вибух: Зліт                                | 5 квітня 2019        | 27 березня 2020         | 52      | Адаптація з манги від Хіро Моріта та сіквел Бейблейд: Вибух. Турбо.                                                  | Team Abe        |         |
| Бейблейд Вибух: Сплеск                              | 3 квітня 2020        | 19 березня 2021         | 52      | Адаптація з манги від Хіро Моріта та сіквел Бейблейд Вибух: Зліт.                                                    | Team Abe        |         |
| Zoids Wild Senki                                    | 17 жовтня 2020       | 12 березня 2021         | 6       | Пов'язані до Zoids Wild.                                                                                             | OLM Digital     |         |
| Бейблейд Вибух: КвадДрайв                           | 2 квітня 2021        | 18 березня 2022         | 52      | Адаптація з манги від Хіро Моріта та сіквел Бейблейд Вибух: Сплеск.                                                  | Team Masuda     |         |
| Покемон: Еволюції                                   | 9 вересня 2021       | 23 грудня 2021          | 8       | | Team Kato       |         |
| Бі та Цуцикіт: Ледачий у космосі                    | 6 вересня 2022       | TBA                     | 16      | Перезавантаження з Бі та Цуцикіт. Спільно з Frederator Studios.                                                      | Team Yoshioka   | [ 41 ]  |
| Бейблейд Вибух: КвадСтрайк                          | 3 квітня 2023        | 2 грудня 2023           | 26      | Адаптація з манги від Хіро Моріта та сіквел Бейблейд Вибух: КвадДрайв.                                               | Team Masuda     | [ 42 ]  |

### Спец.
- Страшний хелловін Пак (2015)
- Щасливого ягідний день, Санта-Пак (2015)

### Гра
- Pokémon Black and White 2 Animated Trailer[en] (2012)

### Дистрибуція/дубляж
- Щенячий патруль (2019–досі)
- Tinpo[en] (2020–досі)
- D.N. Ace[en][43]

## Зауваження
1. ↑  Роль зазначена як Керуючий Виробництвом (制作担当) до 2014 року.
2. ↑  Станом на 2023 рік, Такахіто Хікіта (引田崇人, Хікіта Такахіто) та Сатоші Масада (正田聡史, Масада Сатоші) мають активні кредити Продюсера Анімації, але ще не отримали позначення як встановлені виробничі лінії.
3. ↑  Написано як TEAM 櫻 до Епізоду 12 з PriPri Chi-chan!!